# Вондо
Вондо — поселок в Среднеахтубинском районе Волгоградской области.
Входит в состав Рахинского сельского поселения.

## География
В поселке имеется одна улица — Душанбинская.

## Население
| 2010 |
| ---- |
| 28   |